# Ceratostigma willmottianum
Espèce
Classification phylogénétique
Ceratostigma willmottianum, aussi connu sous le nom de Plumbago de Willmott, est une espèce de plante à fleurs dans la famille Plumbaginaceae originaire de l'ouest de la Chine et du Tibet.

## Étymologie
C'est le botaniste britannique Ernest Henry Wilson qui nomma C. willmottianum en l'honneur de la jardinière Even Willmott.

## Description
C. willmottianum est un arbuste ornemental au port étalé et aux feuilles pointues et duveteuse. Il peut pousser à plus d'un mètre de haut. Les fleurs bleu pâle sont présentes de septembre à octobre. Il est apprécié pour sa floraison de fin d’été et d’automne, lorsque ses feuilles tournent au rouge.

## Biotope
Le Plumbago de Willmott se plait dans les endroits secs et ensoleillés.

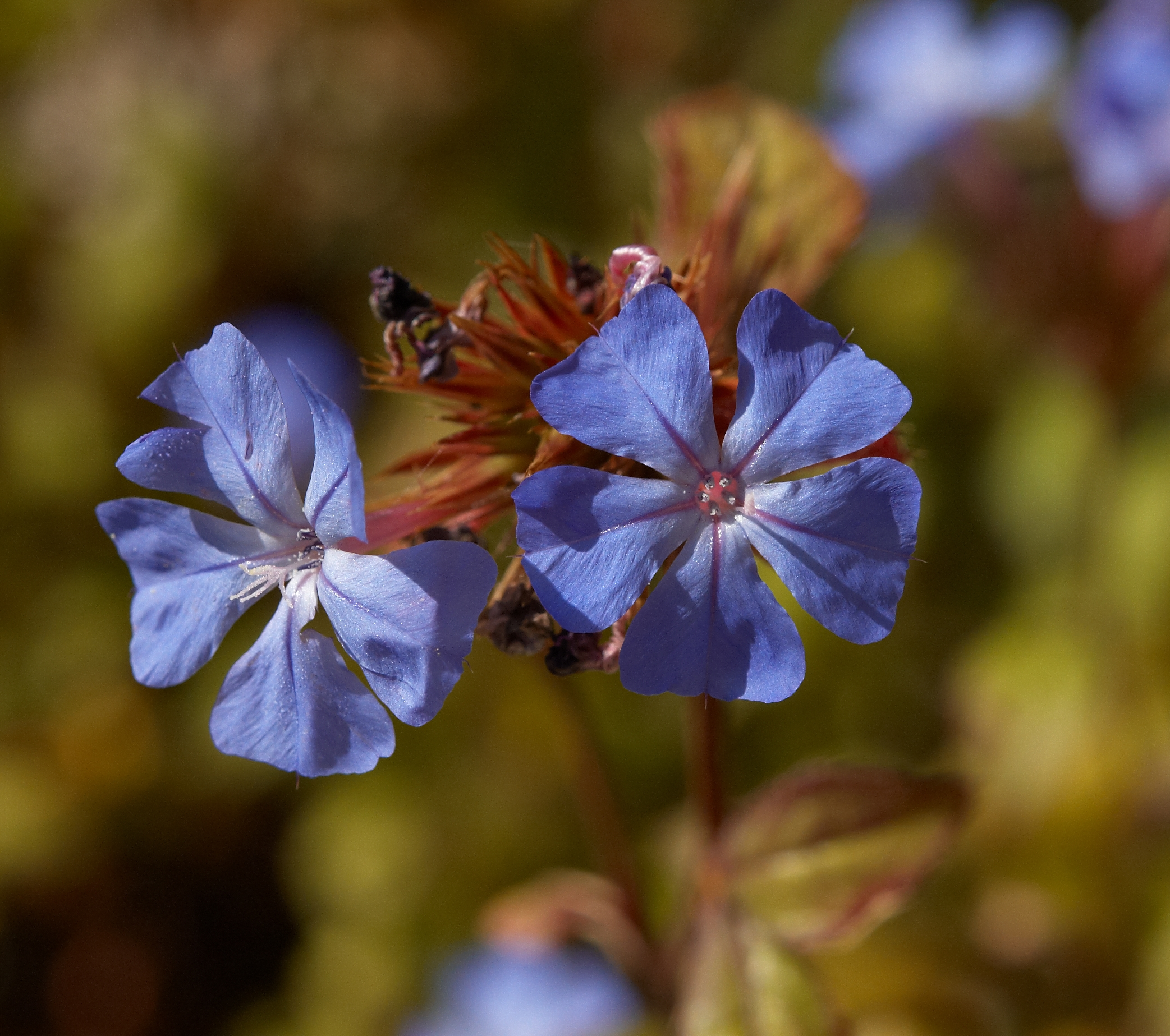
Fleurs de Ceratostigma willmottianum.
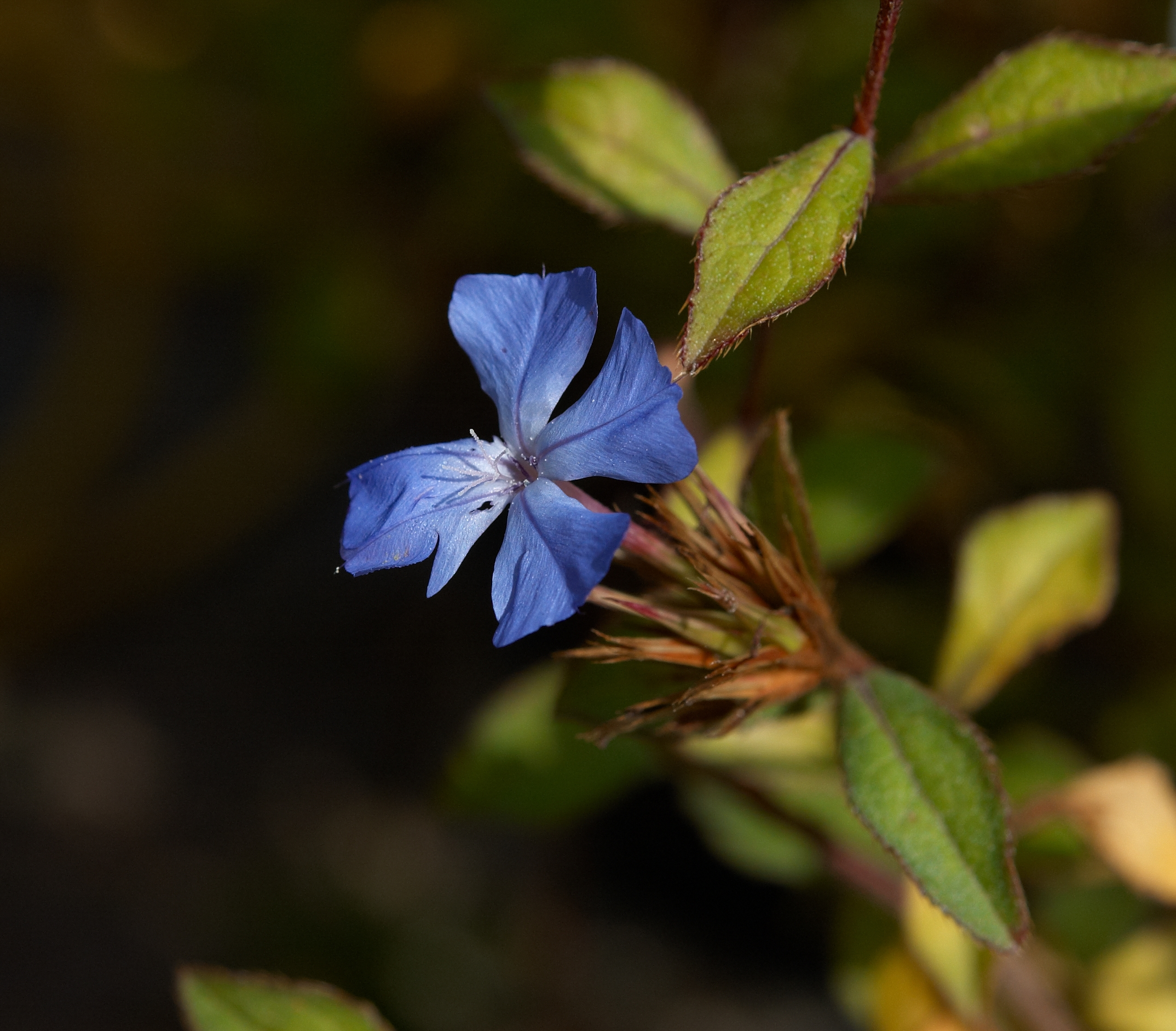
Fleur de Ceratostigma willmottianum.
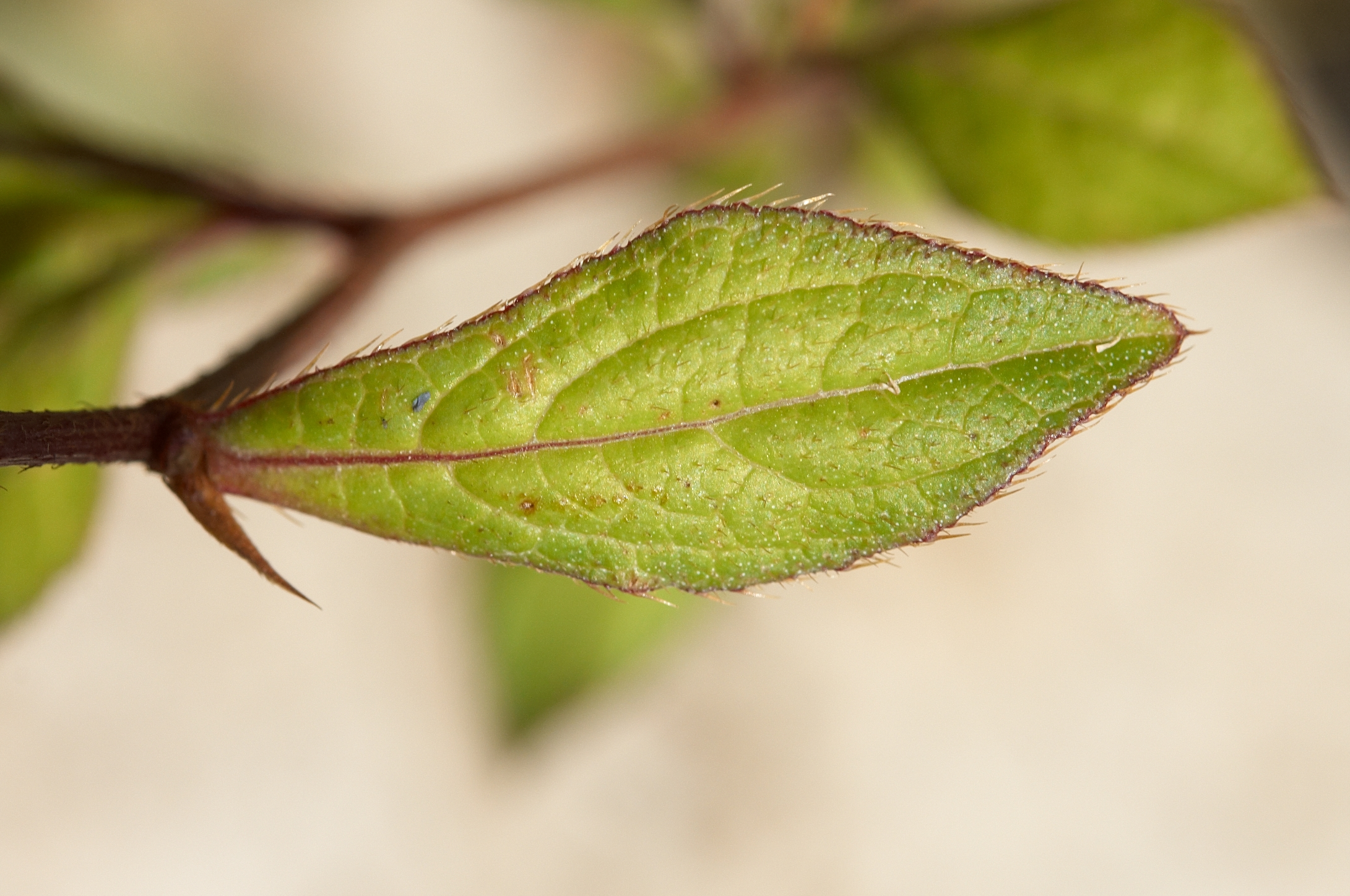
Feuille.